# 페르디난도 3세 디 토스카나 대공
페르디난도 3세(독일어: Ferdinand Josef Johann Baptist, 이탈리아어: Ferdinando Giuseppe Giovanni Baptista, 1769년 5월 6일 ~ 1824년 6월 18일)는 1790년부터 1801년까지, 그리고 나폴레옹 시대 이후로 다시 1814년부터 1824년까지의 토스카나 대공이다.
그는 잘츠부르크의 선제후이자 대공 (1803-1805) , 뷔르츠부르크의 대공 (1805-1814)이기도 하였다.

## 일생
페르디난도는 피렌체 투스카니에서 태어났다. 그는 합스부르크로트링겐가의 레오폴트 2세의 둘째 아들이다. 그의 아버지가 신성 로마 제국 황제에 선출되고나서. 페르디난도는 공식적으로 1790년 7월 22일에 그의 토스카니 대공위를 이어받았다.
1792년 프랑스 혁명 도중, 페르디난도는 프랑스 제 1 공화국을 공식적으로 인정한 첫 군주가 되었다. 그는 공화국과 평화롭게 해보려 했었으나 프랑스 혁명 전쟁이 시작되자 영국과 러시아의 군주는 그를 1차 대프랑스 동맹의 축으로 가입시키려 설득했다. 페르디난도는 그의 동맹에게 열성없으며 수동적인 지원만을 제공했다. 그리고 후 프랑스가 완전히 승리했을 때, 그는 1차 대프랑스 동맹 중 처음으로 항복하였다. 1795년 3월 1일에 적힌 성명서에선 그는 동맹을 떠나며 전쟁에서의 토스카나의 중립을 선언했다.
프랑스와의 관계 정상화는 몇년간 그의 통치를 안정시키는데 도음을 주었으나 1799년 공화주의자들이 피렌체에 새 정부를 새울 때, 그는 보호를 위헤 빈으로 가는 걸 강요되었다. 1801년 아랑후에스 조약도 그의 공작위를 포기하도록 강요되었다: 나폴레옹은 같은 해 뤼네빌 평화로 인해 작위를 빼앗긴 파르마의 부르봉 공작을 위한 보상으로서 에트루리아 왕국을 만드는 데에 있어서 그를 무시했다.
페르디난트는 전 잘츠부르크 대주교령의 세속화된 영지인 잘츠부르크 선제후로 보상되었다. 1802년 12월 26일 작위와 영지를 받았다.
1805년 12월 25일, 페르디난도는 프레스부르크 조약에 의해 그의 형, 프란츠 2세에게 넘어간 잘츠부르크 또한 포기했으며, 그 후 구 뷔르츠부르크 주교령으로 만든 새 영지, 뷔르츠부르크 공작위를 만들었다. 1806년 신성 로마제국의 해체와 함께 그는 뷔르츠부르크 대공이란 새 작위를 칭했다.
1814년 5월 30일 나폴레옹의 몰락 후, 페르디난도는 토스카나 대공으로 복귀하게 된다.
페르디난도는 1824년 피렌체에서 죽었고 그의 아들 레오폴도가 승계하게 된다.

## 가족과 자식들
1790년 8월 15일 나폴리에서 대리로, 1790년 9월 19일 빈에서 직접 만나, 페르디난도는 그의 이중사촌, 양 시칠리아의 페르디난도 1세와 오스트리아의 마리아 카롤리나의 딸인 나폴리와 시칠리아의 루이자 공주 (1773-1802)와 첫번째 결혼을 한다.
그들의 자식들은:
- 오스트리아의 카롤리나 페르디난다 테레자 대공비 1793년 8월 2일 출생;
- 오스트리아의 프란체스코 레오폴도 대공 1794년 12월 15일 출생;
- 토스카나 대공 레오폴도 2세 1797년 출생;
- 오스트리아의 마리아 루이자 주세파 크리스티나 로자 대공비, 1799년 8월 30일 출생;
- 오스트리아의 마리아 테레자 대공비, 1901년 3월 21일 출생;

그들의 첫째와 둘째자식, 카롤리나와 프란체스코는 유아기 (각기 8살과 5살)에 사망했으나 나머지 세 자식은 아버지의 돌봄 아래서 번영했다. 루이자 대공비는 무명의 사산아와 함께 1802년 9월 19일 그들이 전부 꽤 어렸을 때 사망하였다. 1821년 5월 6일, 피렌체에서 페르디난도는 그보다 꽤 어린 작센의 마리아 페르디난다 공주 (1796-1865) 와 재혼했다. 그녀는 작센의 왕자 막시말리안과 그의 아내 부르봉 파르마의 캐롤라인의 딸이다; 그녀는 그의 종질이자, 죽은 루이자의 종질이기도 하다. 페르디난도는 다른 남자 후계자를 갖길 소망했으나, 두번째 결혼에선 자식이 없었다

## 작위와 칭호
- 1769년 5월 6일 - 1790년 7월 22일 오스트리아의 페르디난트 전하
- 1790년 7월 22일 - 1801년 8월 3일 토스카나 대공 전하
- 1802년 12월 26일 - 1805년 12월 25일 신성로마제국의 선제후, 잘츠부르크 대공 전하
- 1805년 12월 25일 - 1806년 8월 6일 신성로마제국의 선제후, 뷔르츠부르크 대공 전하
- 1806년 8월 6일 - 1814년 4월 27일 뷔르츠부르크 대공 전하
- 1814년 4월 27일 - 1824년 6월 18일 토스카나 대공 전하